# Vezza d’Oglio
Vezza d’Oglio – miejscowość i gmina we Włoszech, w regionie Lombardia, w prowincji Brescia.
Według danych na rok 2004 gminę zamieszkiwały 1424 osoby, 26,9 os./km².

## Miasta partnerskie
- Flayosc